# Bayju
Bayju (... – 1260) è stato un militare mongolo.
Comandante militare mongolo attivo in Asia Centrale e Medio Oriente tra il 1230 e il 1260 ca. Designato dal Khan Ögödei per succedere al generale Chormagan, contribuì ad espandere la potenza mongola in quell'area.
Nel 1241 le orde mongole, guidate da Bayju, invasero l'Anatolia e occuparono Erzurum.
Nel 1243, Bayju mosse verso il Sultanato di Rum, governato dal sultano Kaykhusraw II e affrontò l'esercito della coalizione selgiuchide composta da ottantamila uomini, con una forza armata di trentamila uomini. Il 26 giugno 1243, nella battaglia di Köse Dağ, il sultano fu sconfitto dalle orde mongole e si rifugiò a Antalya. Nel frattempo i Mongoli presero Sivas e poi Kayseri, che furono saccheggiate. Mentre i Mongoli si stavano ritirando nei loro quartieri invernali, vennero raggiunti da ambasciatori del sultano, che riuscirono a convincere Bayju a sottoscrivere una pace, con la promessa di consegnargli numerose piazzeforti e di pagargli forti tributi annuali.